# Avira Antivirus
Avira Antivirus (precedentemente conosciuto come Avira AntiVir) è un software antivirus sviluppato dall'azienda tedesca Avira, nota come "H+BEDV Datentechnik GmbH" dal momento della sua fondazione (1988) all'inizio del 2006.

## Versioni
Avira Free Antivirus è la versione gratuita per uso personale. Come molti antivirus offre una protezione residente, rendendo possibile l'individuazione dei virus ogni volta che un file viene aperto o chiuso oppure è possibile fare una scansione manuale. Le definizioni dei virus vengono aggiornate automaticamente tramite internet quotidianamente.
Dalla versione 9, oltre ai virus, rileva anche adware e spyware; inoltre, dal 28 aprile 2009 è disponibile anche in lingua italiana.
Avira Antivirus Suite ha diverse funzionalità in più rispetto all'edizione gratuita, tra le quali:
- Blocco dei malware nel cloud
- Protezione email, esegue la scansione della posta elettronica e degli allegati
- Supporto gratuito per l'utente

Avira Internet Security Suite oltre alle funzionalità della versione sopracitata, offre:
- Miglioramento delle prestazioni del computer
- Liberazione di spazio su disco
- Crittografia dei dati

Avira Family Protection Suite al posto delle funzionalità della Internet Security Suite, offre:
- Blocco dei siti inappropriati per i bambini
- Strumenti di supervisione online

Avira Ultimate Protection Suite è la versione più completa che include tutte le funzionalità di tutte le versioni sopracitate.
Avira Free Mac Security è la versione per Mac.
Avira Mobile Security è la versione per iPhone, iPod e iPad aventi sistema operativo iOS.
Avira Free Android Security è la versione per smartphone Android.
Avira Professional Security è proposto anche per piccoli uffici. È simile ad Avira Antivirus Premium, ma protegge anche i computer in una rete e le reti P2P.
Avira Server Security, Avira Business Security Suite, Avira Endpoint Security, AntiVir MailGate, WebGate, Exchange sono versioni aziendali per file server, mail server, proxy.

## Curiosità
- Il processo di scansione antivirus si chiama Luke Filewalker, in omaggio al personaggio Luke Skywalker della serie Guerre stellari.